# Haimbach (Fulda)
Haimbach ist ein Stadtteil der osthessischen Stadt Fulda und liegt etwa vier Kilometer westlich der Kernstadt.

## Geographie
Haimbach befindet sich im Landkreis Fulda. Im Norden von Haimbach liegt Maberzell, im Osten liegt Westend, im Süden liegt Fulda-Galerie, im Südwesten liegt Mittelrode und im Nordwesten Rodges.

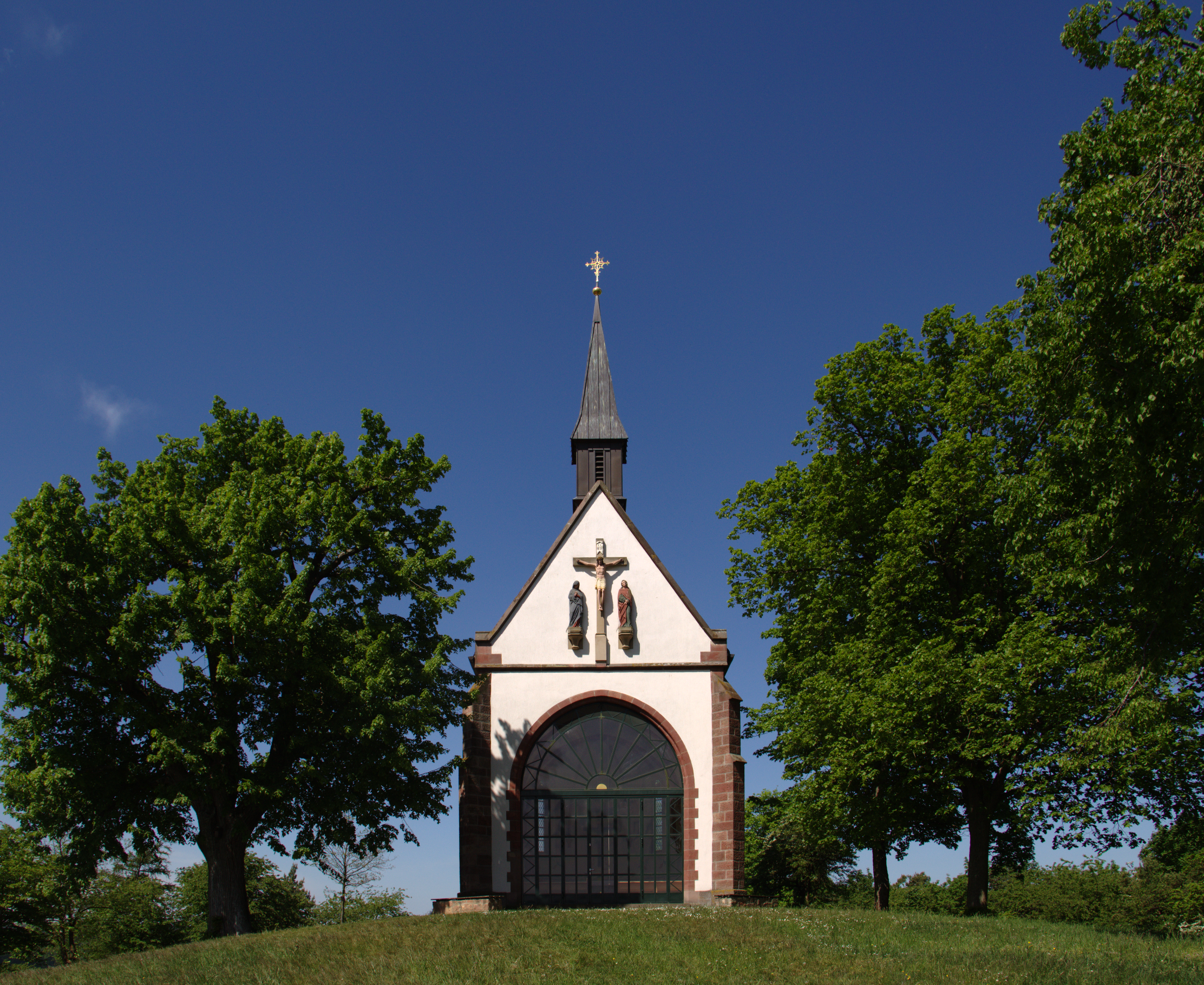
Der Schulzenberg mit Kapelle

## Geschichte

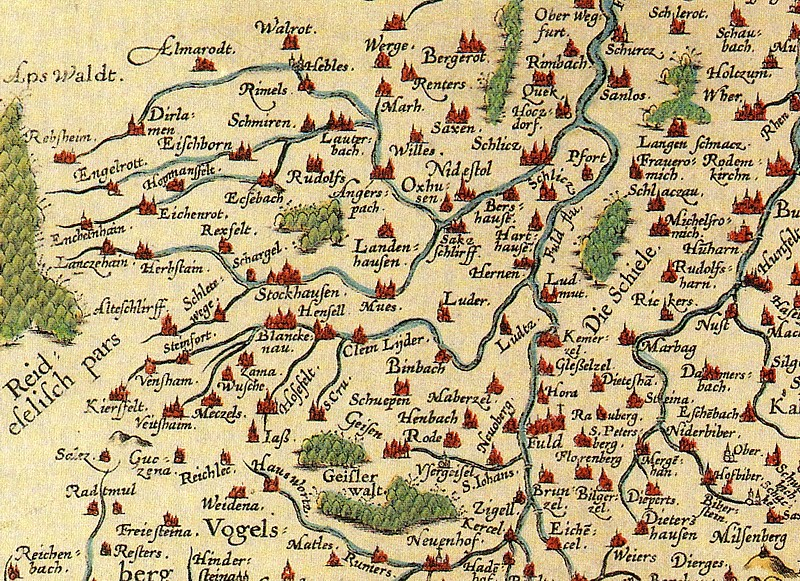
Lage von Haimbach (Henbach) auf einer Kartes des Hochstifts Fulda von 1574

Bereits zwischen 2000 und 1800 v. Chr. soll nach Joseph Vonderau eine Siedlung am Schulzenberg gestanden haben, wo Hockergräber sowie Stein und Bronzegerät gefunden wurden.
Etwa 744 n. Chr. soll nordwestlich vom jetzigen Haimbach eine kleine Siedlung gestanden haben. Zwischen 822 und 842 n. Chr. stand in Haimbach bereits eine Kirche, die dem hl. Markus geweiht wurde. Die Mönche des Klosters Fulda pilgerten am 25. April, dem Markustag, von Fulda nach Haimbach. Im Jahre 852 n. Chr. wurde Haimbach erstmals urkundlich genannt, damals unter dem Namen „Hegebach“. Von dieser Kirche war nur noch bis zum späteren Kirchbau im 12./13. Jahrhundert eine Krypta erhalten. Auf dem 371 m hohen "Schulzenberg" steht die weithin sichtbare "Schulzenbergkapelle", deren Anfänge vermutlich auf eine Holzkapelle im späten Mittelalter zurückgehen.
Vermutlich stand auf dem nahen Haimberg im späten Mittelalter einer der Warttürme um Fulda.

Im Jahre 1658 ist das bereits vorhandene Kapellchen durch einen Steinbau ersetzt worden. 
Im Jahre 1631 wurde die im 12. und 13. Jahrhundert errichtete neue Kirche im Dreißigjährigen Krieg bis auf den Turmbau zerstört sowie das damalige kleine Dorf stark verwüstet. Danach lebten nur noch etwa 50 Einwohner in der Siedlung.
Im Jahre 1938 erfolgte die zwangsweise Umsiedlung von Bewohnern aus Dalherda und Neuglashütten. In Haimbach wurden 13 neue Siedler- und vier Bauerngehöfte errichtet. Die zwangsweise Umsiedlung erfolgte wegen der Schaffung eines Truppenübungsplatzes für die Wehrmacht in der Rhön. Die umgesiedelten Bewohner des Truppenübungsplatzes Wildflecken wurden auch auf die Dörfer Maberzell, Trätzhof und Neuenberg verteilt.
Am 1. August 1972 wurde die bis dahin selbständige Gemeinde Haimbach im Rahmen der Gebietsreform in Hessen in die Stadt Fulda eingegliedert.

## Einwohnerentwicklung

### Einwohnerzahlen
Quelle: Historisches Ortslexikon
| • 1812: | 16 Feuerstellen, 100 Seelen |

| Haimbach: Einwohnerzahlen von 1812 bis 2017 | Haimbach: Einwohnerzahlen von 1812 bis 2017 | Haimbach: Einwohnerzahlen von 1812 bis 2017 | Haimbach: Einwohnerzahlen von 1812 bis 2017 | Haimbach: Einwohnerzahlen von 1812 bis 2017 |
| --- | ------------------------------------------- | ------------------------------------------- | ------------------------------------------- | ------------------------------------------- |
| Jahr |                                             |                                             |                                             | Einwohner                                   |
| 1812 | 1812                                        |                                             | 140                                         | 140                                         |
| 1834 | 1834                                        |                                             | 106                                         | 106                                         |
| 1840 | 1840                                        |                                             | 94                                          | 94                                          |
| 1846 | 1846                                        |                                             | 109                                         | 109                                         |
| 1852 | 1852                                        |                                             | 110                                         | 110                                         |
| 1858 | 1858                                        |                                             | 104                                         | 104                                         |
| 1864 | 1864                                        |                                             | 94                                          | 94                                          |
| 1871 | 1871                                        |                                             | 95                                          | 95                                          |
| 1875 | 1875                                        |                                             | 87                                          | 87                                          |
| 1885 | 1885                                        |                                             | 77                                          | 77                                          |
| 1895 | 1895                                        |                                             | 108                                         | 108                                         |
| 1905 | 1905                                        |                                             | 119                                         | 119                                         |
| 1910 | 1910                                        |                                             | 151                                         | 151                                         |
| 1925 | 1925                                        |                                             | 195                                         | 195                                         |
| 1939 | 1939                                        |                                             | 339                                         | 339                                         |
| 1946 | 1946                                        |                                             | 477                                         | 477                                         |
| 1950 | 1950                                        |                                             | 518                                         | 518                                         |
| 1956 | 1956                                        |                                             | 526                                         | 526                                         |
| 1961 | 1961                                        |                                             | 644                                         | 644                                         |
| 1967 | 1967                                        |                                             | 1.056                                       | 1.056                                       |
| 1970 | 1970                                        |                                             | 1.087                                       | 1.087                                       |
| 1988 | 1988                                        |                                             | 1.349                                       | 1.349                                       |
| 2007 | 2007                                        |                                             | 2.321                                       | 2.321                                       |
| 2010 | 2010                                        |                                             | 2.247                                       | 2.247                                       |
| 2011 | 2011                                        |                                             | 2.179                                       | 2.179                                       |
| 2013 | 2013                                        |                                             | 2.145                                       | 2.145                                       |
| 2014 | 2014                                        |                                             | 2.126                                       | 2.126                                       |
| 2015 | 2015                                        |                                             | 2.117                                       | 2.117                                       |
| 2016 | 2016                                        |                                             | 2.099                                       | 2.099                                       |
| 2017 | 2017                                        |                                             | 2.088                                       | 2.088                                       |
| Datenquelle: Historisches Gemeindeverzeichnis für Hessen: Die Bevölkerung der Gemeinden 1834 bis 1967. Wiesbaden: Hessisches Statistisches Landesamt, 1968. Weitere Quellen: ; 2010,2012,2015: |                                             |                                             |                                             |                                             |

### Religionszugehörigkeit
Quelle: Historisches Ortslexikon
| • 1885: | 007 evangelische (= 9,09 %), 70 katholische (= 90,91 %) Einwohner   |
| • 1961: | 132 evangelische (= 20,50 %), 509 katholische (= 79,04 %) Einwohner |

## Religion

### Katholische Kirche
Haimbach ist ein alter Kirchort seit der Gründung des Klosters Fulda.
Die katholische Kirchengemeinde mit ihrer Pfarrkirche St. Markus befindet sich in der Saturnstraße 9 auf dem alten Wehrfriedhof. Das Pfarrzentrum mit Pfarrbüro jedoch im "Markushaus" in der Merkurstraße 4–6.

### Evangelische Kirche
Die evangelische Kreuzkirche Fulda/Neuenberg ist für die die Betreuung der evang. Christen auch in Haimbach zuständig. Die Kreuzkirche und das Pfarramt befinden sich in der Haderwaldstraße 89a.

## Wirtschaft und Infrastruktur

### Vereine
In Haimbach sind zahlreiche Vereine gegründet worden. Dazu gehört der Haimbacher Sportverein, der Fanclub der Frankfurter Eintracht "EFC Dom-Adler Fulda West", der Carnevals Club Haimbach, der Schützenverein Haimbach/Rodges, die Freiwillige Feuerwehr und auch der Gesangsverein.

### Öffentliche Einrichtungen
Haimbach verfügt über ein Bürgerhaus, zwei Gaststätten, einen Kindergarten und eine Grundschule. Ebenso sind zahlreiche Kinderspielplätze vorhanden.

### Verkehr

#### Straße
Die Bundesstraße 254 (Fulda–Lauterbach) verläuft nördlich von Haimbach. Die 7,5 Kilometer entfernte Autobahnanschlussstelle Fulda-Nord der A 7 kann man ostwärts über den Tunnel Weimarer Straße und die Bundesstraße 27 erreichen.

#### Bahn
In Haimbach gibt es keinen Bahnhaltepunkt. Die nächste Bahnstation ist der Bahnhof Fulda.

#### Öffentlicher Personennahverkehr
Der öffentliche Personennahverkehr wird über mehrere Buslinien sichergestellt. Die Stadtbuslinie 4 verbindet Haimbach mit Mittelrode, Oberrode, Rodges, Besges, Malkes und dem Industriepark Fulda-West sowie der Fuldaer Innenstadt. Die Linie 60 verkehrt sowohl in Richtung Kleinlüder und Hosenfeld sowie zum Fuldaer ZOB/Bahnhof. Das AT 4 verbindet Haimbach mit der Fuldaer Innenstadt in den verkehrsschwachen Zeiten in der Nacht. 